# Rock for one world
Rock for One World (ROW) ist ein Benefizfestival, das seit 2005 jährlich in Esslingen am Neckar im Kulturzentrum „KOMMA“ stattfindet. Zu dem Festival reisen regelmäßig Besucher aus ganz Deutschland, der Schweiz und Frankreich an.

## Entstehung
Initiator des ROW-Festivals ist Ralf Schulz, der während einer Urlaubsreise in Thailand den Tsunami 2004 in Südostasien überlebte. Nachdem er fast unverletzt nach Hause zurückgekehrt war, rief er das erste ROW ins Leben, um Spenden für die Opfer dieser Katastrophe zu sammeln. Als ehemaliger Schlagzeuger der Heavy-Metal-Bands Tyran' Pace und Sinner nutzte Schulz seinen zahlreichen Kontakte zu Musikern und Bands zur Realisierung des Projekts.

## Konzept
Im Unterschied zu anderen Benefiz-Festivals sind im Vorfeld bereits alle Kosten wie GEMA-Gebühren und Plakate über Sponsoren vollständig finanziert. Keine Band bekommt Gage oder versteckte Zuwendungen, alle Mitarbeiter arbeiten unentgeltlich. So ist bereits vor der Veranstaltung ein Überschuss gewährleistet. Die gesamten Eintrittsgelder (nicht nur der Erlös wie sonst üblich), Überschüsse der Sponsorengelder und der gesamte Getränkeumsatz kommen dem jeweiligen Spendenzweck zugute. Die Veranstalter sind um größtmögliche Transparenz bemüht.
Mit dem Kulturzentrum Komma und der Esslinger Musikerinitiative EMI übernahmen bisher zwei Partner vor Ort die Kosten für Veranstaltungsort und Getränkeeinkauf. Obwohl das ROW zu den kleineren Veranstaltungen zählt, gelang es aufgrund der familiären, ungezwungenen Atmosphäre bisher immer, namhafte Bands für das Projekt zu gewinnen. Die positive Rezeption zeigt sich auch in den steigenden Besucherzahlen.
Die Spenden fließen hauptsächlich an „Wildwasser Esslingen e.V.“(Fachberatungsstelle bei sexualisierter Gewalt), das Hospiz in Esslingen, das Projekt „Hängebrücke“ des Landkreises Esslingen (Angebot für Kinder und Jugendliche suchtkranker Eltern) und das Kulturzentrum „KOMMA“ in Esslingen.
Insgesamt konnten seit dem 1. ROW knapp 170.000 € gespendet werden (Stand: Januar 2025).

## Geschichte
- 2005 fand das erste „Rock for one World“ Benefiz Festival statt. Trotz kurzer Vorbereitungszeit gelang es Ralf Schulz unter Mithilfe von Freunden und Musikerkollegen, einige bekannte Bands für das Projekt zu gewinnen. Headliner waren Primal Fear. Ein weiteres Highlight war die Reunion der Metal-Band Tyran’ Pace um den Primal-Fear-Sänger Ralf Scheepers, die in den 1980er Jahren Aufsehen erregt hatten und zusammen mit Metallica und Venom bei dem legendären Metal-Hammer-Festival 1985 aufgetreten sind. Zudem traten auf: Primal Fear, Tyran’ Pace, Shiva (Matt Sinner, Armin Sabol), Bastards, My Darkest Hate, Runamok, Who Knows und Kaminari. Die gesamten Einnahmen in Höhe von 5300 Euro wurden an terre des hommes für den Wiederaufbau von traditionellen Fischerdörfern an der Andamanküste in Thailand gespendet.[5] Der finanzielle Erfolg sowie das positive Feedback der beteiligten Bands und Besucher führte zu der Entscheidung, die Veranstaltung zu wiederholen.

- 2006 konnte das Festival aus organisatorischen Gründen nicht stattfinden.

- 2007 fehlte ein aktueller medienwirksamer Bezug, so dass die Planung nur ein etwas kleineres Festival vorsah. Erneut konnten aber szenebekannte Bands wie die Kult-Deathmetal-Band My Darkest Hate und Chinchilla für die Veranstaltung gewonnen werden. Headliner war die bekannte Judas Priest Tribute Band Just Priest, deren Gründungsmitglieder Ralf Scheepers und Ralf Schulz sind[6] und die sich mit Auftritten in ganz Deutschland[7] einen hervorragenden Ruf erarbeitet haben. Zudem traten auf: Just Priest, Chinchilla, My Darkest Hate, Saidian, Vinder, Gallon und Firereign. Die gesamten Einnahmen wurden abermals terre des hommes gespendet, diesmal für ein Projekt zur Unterstützung von Vertriebenen in Kolumbien.[8]

- 2008 wurde dann der Spendenzweck neu überdacht und es wurde beschlossen lokale Einrichtungen zu unterstützen. Mit dem Wildwasser e. V. Esslingen fand man ein unterstützenswertes Projekt, welches sich um die Opfer sexueller Gewalt kümmert.[9][10] Headliner waren die international bekannte Metal-Band Sinner und die schweizerische Metalband The Order. Die 90er-Jahre Kult-Band Prolopower fand sich für Rock for one World zu einer Reunion zusammen. Zudem traten auf: Sinner, The Order, Prolopower, Headstone Epitaph, Targa und Mirror of Deception. Aufgrund größerer Resonanz in den regionalen Medien wurden die hohen Besucherzahlen von 2005 annähernd wieder erreicht.

- 2009 zeigte sich, dass das „Rock for One World“ sich schon einen sehr guten Ruf in der Szene erarbeitet hatte. Das Festival fand nun auch breitere Unterstützung. Tobias Regner mit seiner Metallica Tribute Band Sacarium bot sich an beim ROW aufzutreten.[4] – Ebenso das Rockorchester Horst Müller. Es gab erneut eine einmalige Reunion, diesmal von der Band Insanity, der früheren Band des ehemaligen Primal Fear Gitarristen Stefan Leibing. Außerdem spielten: Sacarium, Rockorchester Horst Müller, Insanity, Vinder und Nighttrain. Mit Einnahmen in Höhe von insgesamt 8500,- €  wurde wie 2008 der „Wildwasser e. V. Esslingen“ unterstützt.[11]

- 2010 fand ROW am 6. März statt. Mit dem 5. ROW wurde das Jugend- und Kulturzentrum Komma in Esslingen direkt unterstützt[12]. Ursprünglich war Primal Fear, wie schon 2005 als Headliner des Benefizfestivals vorgesehen. Jedoch musste Primal Fear aufgrund einer akuten Erkrankung ihres Sängers Ralf Scheepers kurzfristig absagen. Anstelle von Primal Fear nahm Sinner die Headlinerposition ein. Co-Headliner waren, wie schon 2008 The Order aus der Schweiz. Außerdem sind The New Black, Sacred Steel und Stereo.Pilot aufgetreten. Aus Sicht der Veranstalter war das 5. Rock for One World Benefizfestival ein voller Erfolg. Es konnten alleine durch die Eintrittsgelder, ohne Einbeziehung des Getränkeumsatzes, die Summe von € 3368,- an das Komma gespendet werden[13].

- 2011 findet das 6. ROW am 12. März statt.

- 2014 Am 1. März 2014 wurde bekannt, dass Ralf Schulz, der Gründer des ROW, in der vorigen Nacht völlig unerwartet im Alter von 49 Jahren verstorben ist. Das 9. ROW fand am 8. März statt.

- 2015 wurde das ROW anlässlich des 10. Jubiläums als zweitägiges Festival veranstaltet. Der erste Abend stand im Zeichen hervorragender Tribute Bands, die Bands BigBalls (AC/DC), Hetfield (Metallica), Just Priest (Judas Priest) und Rolling Bones (Rolling Stones). Am zweiten Abend waren Primal Fear als Headliner sowie The Order, Winterstorm und Twentydarkseven auf der Bühne. Insgesamt 16.000 € konnten nach diesem Wochenende an 6 soziale Einrichtungen und Projekte gespendet werden.

- 2020 stand das nächste Jubiläum an, zur 15. Ausgabe des ROW wurde wieder an zwei Tagen das Komma gerockt. Der Freitag Abend bot wieder Platz für Tribute Bands, so waren KISS Forever aus Ungarn der Headliner, zuvor rockten Nitrogods (Motörhead), Crazy Maiden (80er/90er Heavy Metal) und One by One (System of a Down). Am Samstag traten Victory um Urgestein Herman Frank als Headliner auf, zuvor rockten Mob Rules, Prolopower und Gloryful. Am Ende des Wochenendes konnten 18.999,99 € an 5 soziale Einrichtungen und Projekte gespendet werden.

- 2021 und 2022 pausierte das ROW aufgrund der Corona-Pandemie. Trotzdem konnten 3.500 € an drei Projekte gespendet werden.

- 2023 konnte das ROW nach der Corona-Pandemie wieder stattfinden. Nitrogods, Just Priest, Nighttrain und Midnite Sky sorgten für ein starkes Comeback. Mit über 13.000 € wurde die höchste Spendensumme für die eintätige Ausgabe des ROW erreicht.

- 2024 war wie die Jahre zuvor bereits im Voraus ausverkauft. Mystic Prophecy als Headliner, Hammerschmitt Survivors, Front Row Warriors und Then Comes The Night standen auf der Bühne.

- Ende 2024 verstarben innerhalb weniger Wochen die beiden Gründungsmitglieder und Organisatoren Stanislaw Szczepaniak und Klaus „Metal Dad“ Wagner. Trotz dieses Rückschlags war für alle Beteiligten klar, dass das ROW auch 2025 fortgeführt wird. Kurzerhand fanden sich neue Mitglieder für das Orgateam zusammen, damit am 8. März 2025 die 18. Ausgabe stattfinden konnte. Headliner an diesem Abend war Mission in Black; Psychopunch aus Schweden hatten ihren zweiten Auftritt beim ROW, The Order aus der Schweiz waren bereits zum 6. Mal da, und Cave durfte den Abend eröffnen.